# Luhuti

Ubicación de Luhuti (Luash).

Luhuti, Lukhuti o Lu'ash, fue una región luvio-aramea de la Edad del Hierro de comienzos del primer milenio a. C., ubicada en el norte de Siria, en una zona que se llamaba Nuhasse.

## Situación política y capital
Luhuti fue una región de incierto estatus político, conocida principalmente por las inscripciones asirias, y la estela de Zakkur, rey de Hama. Luhuti no está atestiguada como un reino o en posesión de una sola autoridad central, aunque constituía una región interconectada e independiente. Las inscripciones asirias describen Luhuti como un país con muchas ciudades y tropas.
Luhuti tenía muchas ciudades. Shuksi (Tell Sukas) era el centro marítimo, pero el centro más importante y capital era la ciudad de Hazrik (moderna Tell Afis, conocido como Hatarikka por los asirios), ubicada a 45 kilómetros al sur de Alepo.

## Historia

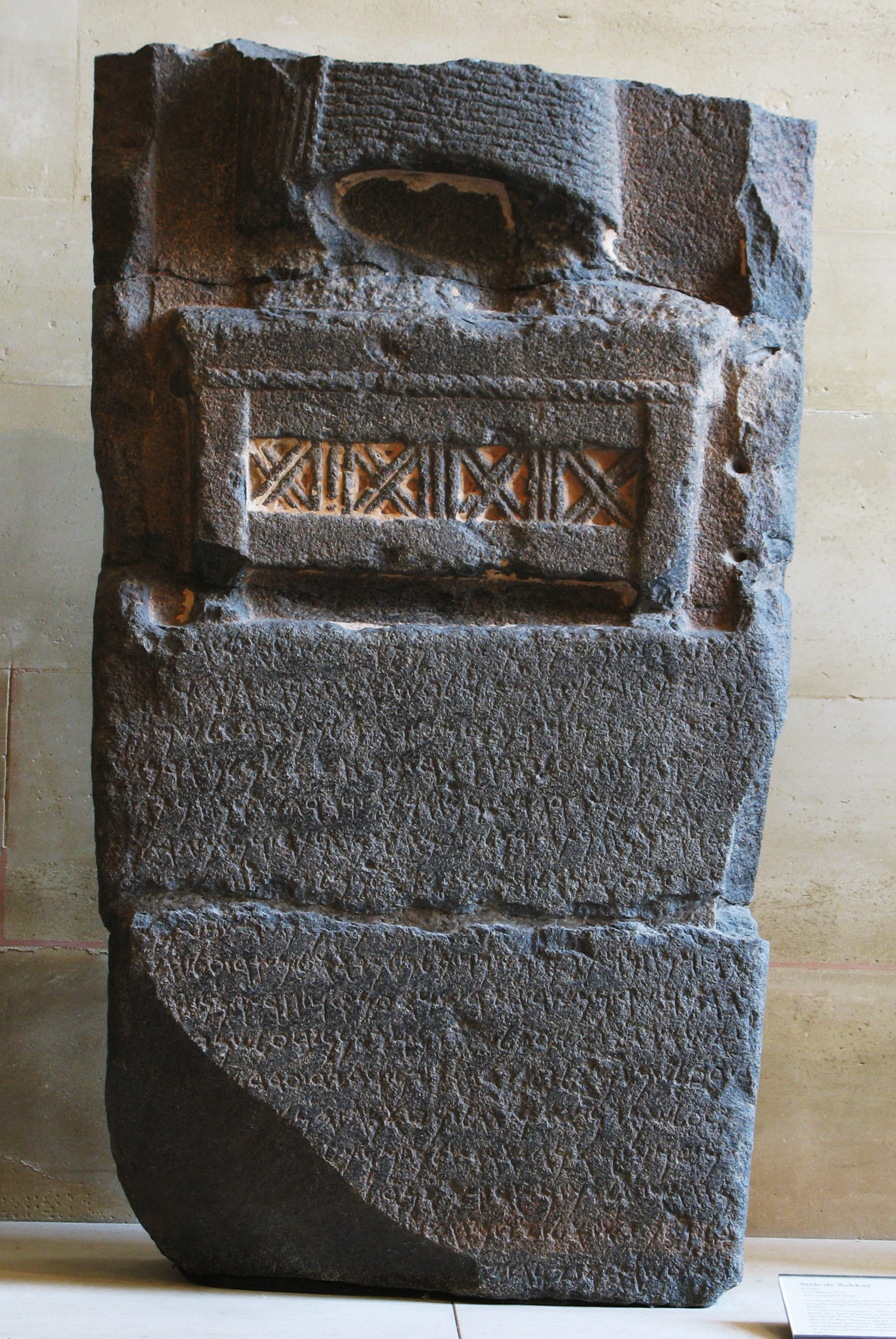
Estela de Zakkur descubierta en Hattarika.

la primera evidencia de la existencia de Luhuti es del año 870 a. C. Las inscripciones de Asurnasirpal II relatan la conquista de su vecina Pattin, ciudad subordinada a Aribua como su base militar para operaciones contra Luhuti. Asurnasirpal devastó el país, empaló en estacas a los soldados de Luhuti fuera de sus ciudades capturadas.
Hacia 796 a. C. Luhuti se incorporó a Hama, formando la provincia del norte del reino. Zakkur el rey de Hamat se denominaba a sí mismo rey de Hama y Luhuti. Zakkur fue sitiado en Hatarikka por una coalición de reyes sirios incitados por Ben-Hadad III de Aram-Damasco, y dirigidos por un rey descendiente de Gusi, identificado como el rey de Bit Agusi, Zakkur sobrevivió el asedio y conmemoró el evento con la construcción de la Estela de Zakkur.
Luhuti fue atacada por Salmanasar IV en el año 765 a. C. y por Ashurdan III en 755 a. C. Fue finalmente incorporada a Asiria como una provincia por Tiglatpileser III en 737 a. C.

## Hipótesis sobre la familia real
Los hititólogos Trevor Bryce y especialmente John David Hawkins creen que Zakkur fue un usurpador, la estela de Zakkur no menciona a ningún antepasado real. Hawkins cree que Zakkur era un usurpador arameo local que sustituyó en Luhuti a la vieja dinastía hitita de Hamat.